# باشگاه فوتبال اوفا
FC اوفا (به روسی: ФК «Уфа») یک، باشگاه فوتبال در اوفا است که در لیگ برتر بازی می‌کند.

## تاریخچه
در ۲۳ دسامبر سال ۲۰۱۰ رستم حمیدوف توسط رئیس جمهور باشقیرستان در شهر اوفا افتتاح شد.

## حامیان و اسپانسرها
از سال ۲۰۱۰ تا ۲۰۱۲ پوما اسپانسر این تیم بود؛ و از سال ۲۰۱۲ تا کنون جوما اسپانسری این تیم را به عهده گرفته است.